# Yuzuru Shimada
Yuzuru Shimada (島田 譲 Shimada Yuzuru?, Mito, Ibaraki, 28 de noviembre de 1990) es un futbolista japonés que juega como centrocampista en el Criacao Shinjuku.

## Trayectoria

### Clubes
| Club                     | País  | Año       |
| ------------------------ | ----- | --------- |
| Fagiano Okayama          | Japón | 2013-2016 |
| V-Varen Nagasaki         | Japón | 2017-2020 |
| Albirex Niigata (cedido) | Japón | 2020      |
| Albirex Niigata          | Japón | 2021-2024 |
| Criacao Shinjuku         | Japón | 2025-     |